# Moosbach (Leitzach)
Der Moosbach ist ein Fließgewässer im Mangfallgebirge. Er entsteht bei Wendling an den Osthängen des Leitzachtals, fließt weitgehend nach Westen, bevor er nach kurzem Lauf von rechts in die Leitzach mündet.